# Strunkpass
Ein Strunkpass ist laut Meyers Lexikon „Die niedrigste Stelle eines zwei Flussgebiete trennenden Gebirgspasses“. In der deutschsprachigen Geologie ist der „Strunkpass“ zusätzlich gekennzeichnet durch die wesentlich stärkere „rückschreitende Erosion“ eines von zwei Fließgewässern, wenn deren Quellen auf gegenüber liegenden Seiten einer trennenden Landerhebung liegen.
Strunkpässe, auf Englisch „Wind gaps“, gibt es als besondere Geoarchive auf vielen Kontinenten. Erosionsprozesse von zwei Flüssen einer Region können in erdgeschichtlich langen Prozessen zu Reliefentwicklungen geführt haben, die man morphologisch als Strunkpässe charakterisieren kann.

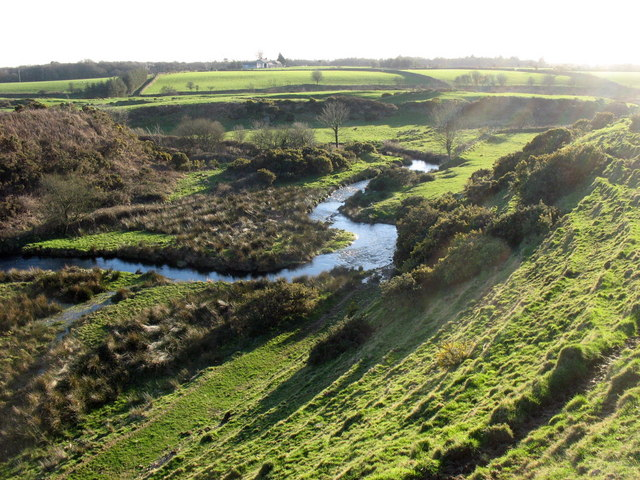
Oberlauf des Afon Erch, Wales, Great Britain. Hinten rechts das jetzt trockene, angezapfte Flussbett.

## Genese von Strunkpässen

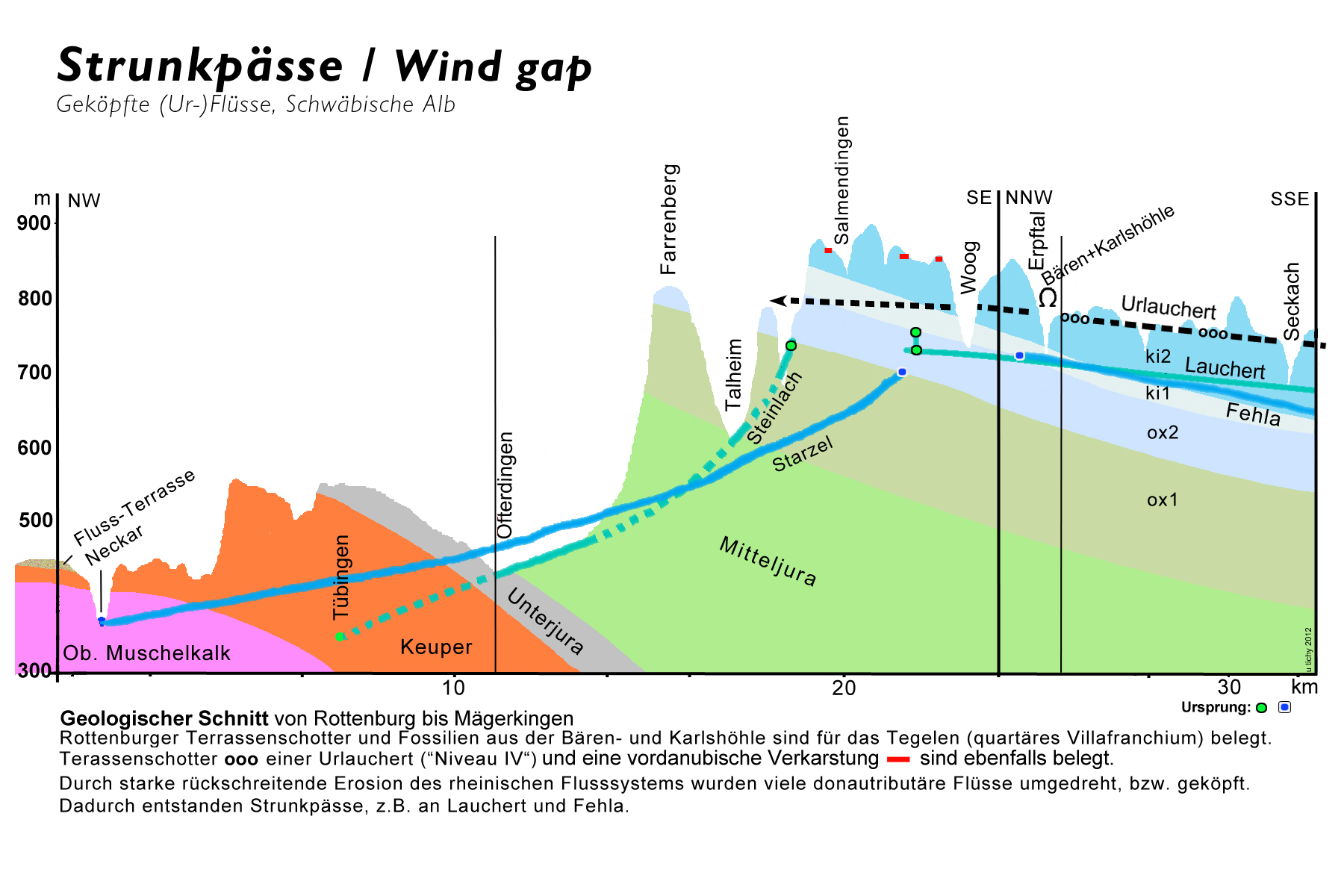
Geologisches Profil am Albtrauf. Strunkpässe an Lauchert und Fehla.

Wenn die größere Abtragungsleistung eines Flusses auf der einen Seite das Einzugsgebiet des Flusses der anderen Seite reduziert, führt dies schließlich zur Flussanzapfung auf der anderen Seite. Der angezapfte Fluss wird dabei umgelenkt (z. B. die „Feldbergdonau“), oder er wird verkürzt und verliert mindestens einen Teil seines Einzugsgebietes; in letzterem Fall findet in dessen verbliebenem Tal fortan Wassererosion nur noch durch ein kleineres Gewässer statt.

## Strunkpässe in Kalkgebirgen
Wenn, wie z. B. bei der Schwäbischen Alb, den Dinarischen Alpen oder den Südlichen Kalkalpen Flussanzapfung durch Verkarstung beschleunigt wurde, können die Täler der „geköpften“ Oberläufe angezapfter Flüsse sogar zu Trockentälern werden.

### Schwäbische Alb

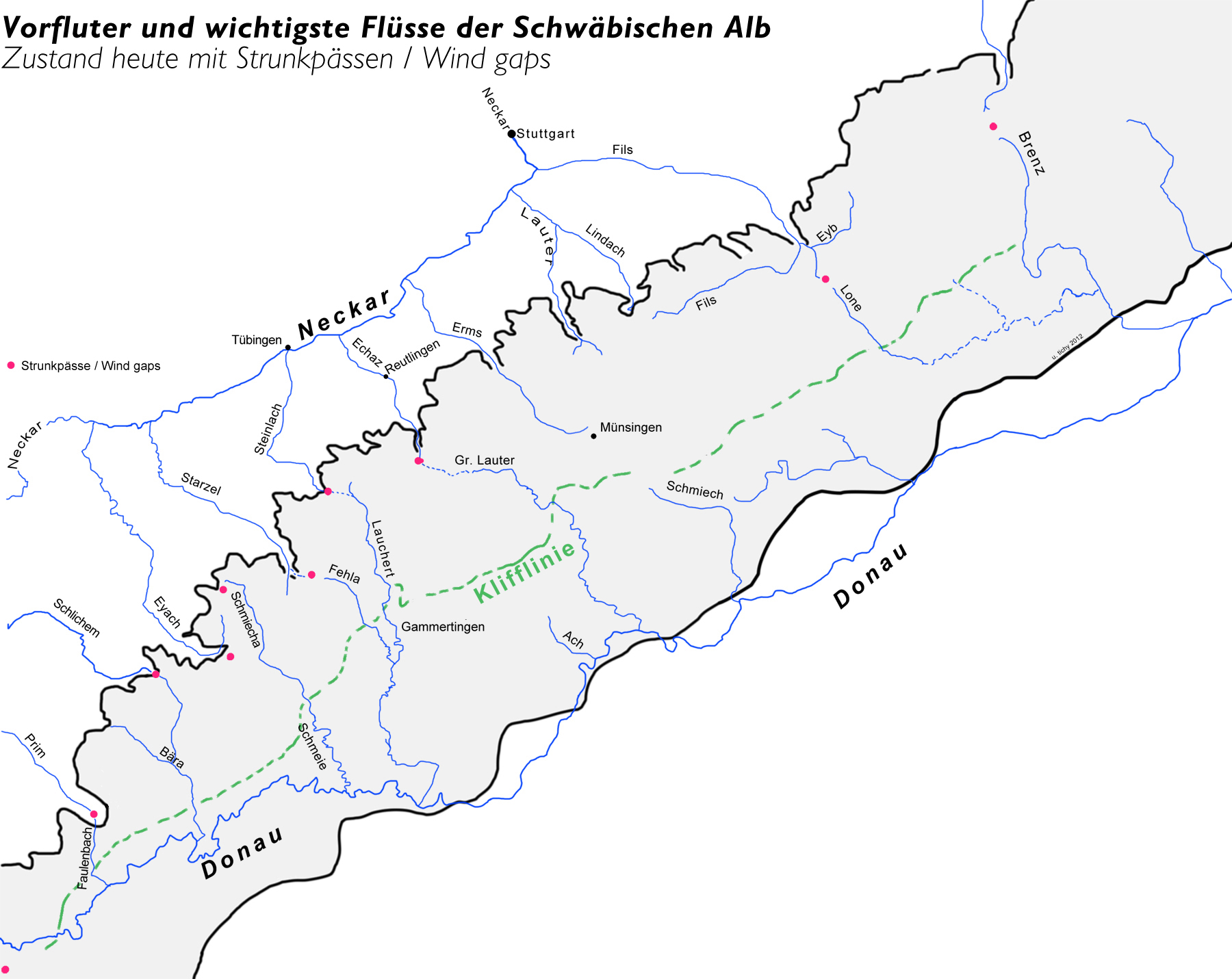
Neun (!) Strunkpässe der Schwäbischen Alb.

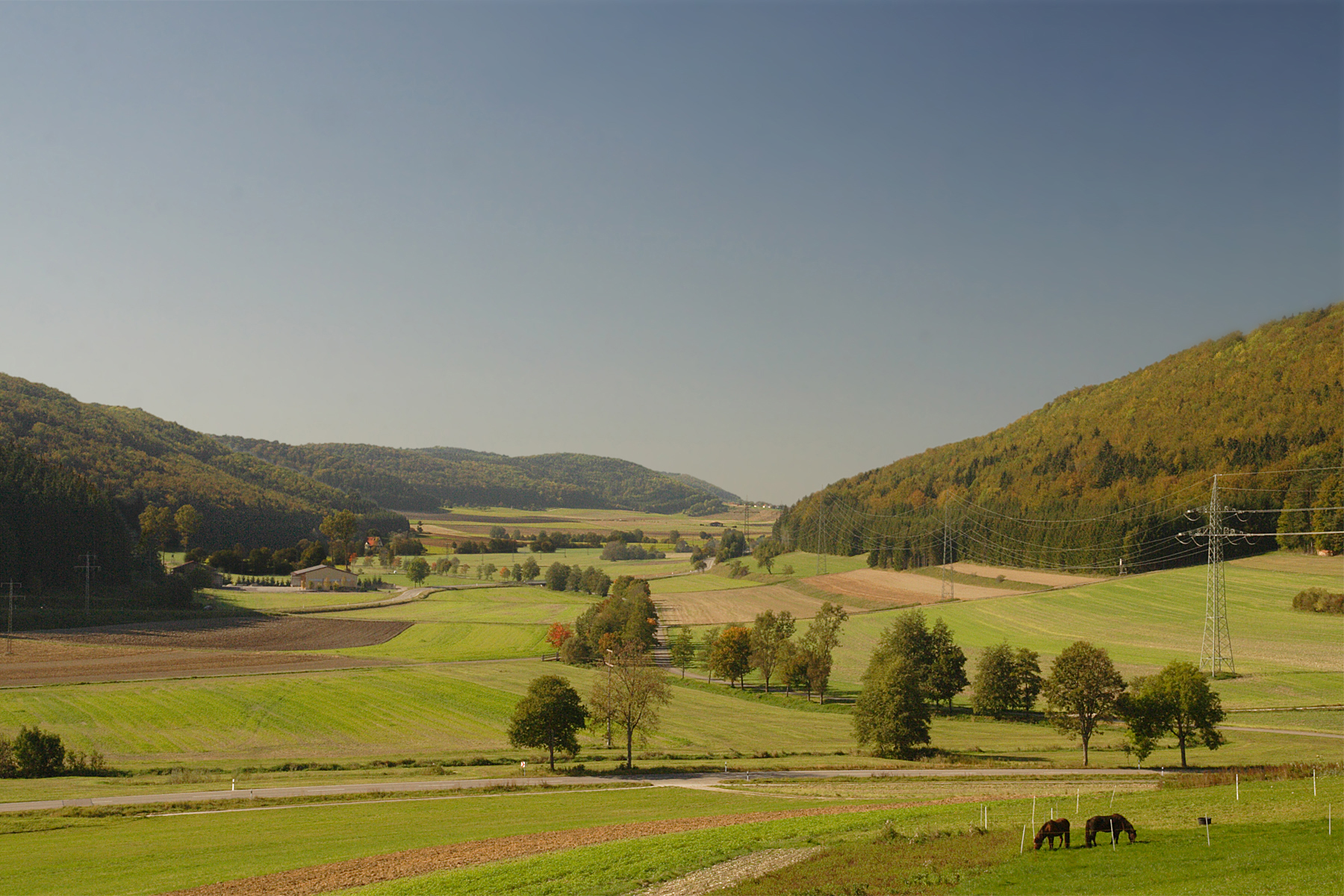
„Geköpfte“ Oberste Lauchert. Tal einer weit über den heutigen Albtrauf hinausreichenden Urlauchert.

Nach der allmählichen Absenkung des Oberrheingrabens und in dessen Folge der tektonische Hebung und Kippung der Juratafel, hatten sich die Verhältnisse der beiden Flusssysteme Rhein und Urdonau zueinander grundlegend und dauerhaft geändert. Mit der Bildung des Oberrheingrabens und des Rheins darin war eine tiefere Erosionsbasis entstanden. Durch mächtigere rückschreitende Erosion vergrößerten der Rhein und seine Tributare ihre Einzugsbereiche zuungunsten des danubischen Flusssystems. Die zum Albtrauf führenden rechtsseitigen Nebenflüsse des Neckars – allesamt Tributare des Rheins – konnten folglich den Nordrand des Juraplateaus stetig abtragen. Dadurch wurde das Einzugsgebiet der Oberen Donau auf der ganzen Nordseite der Schwäbischen Alb kleiner. In mehreren Fällen sind Donautributare bereits „angezapft“. Auch heute noch geht dieser erdgeschichtlich lange „Kampf um die Wasserscheide“ zugunsten des Rheinischen Flusssystems weiter. Einige dieser Flüsse waren ehemals im Miozän und noch bis ins frühe Pleistozän mächtige Ströme, die weite Flächen Südwestdeutschlands nach Süden entwässerten. Sie entwässerten ursprünglich in die Graupensandrinne und später in die sich entwickelnde Urdonau. Unter anderem sind heute geköpft: Die Flüsse Schmiecha, Urlauchert, Urfehla, Große Lauter und Ur-Lone (siehe die sehr kleine heutige Lone). „Die Täler streichen mit ihren breiten Talböden in die Luft aus.“

## Sehr junge Strunkpass-Bildung

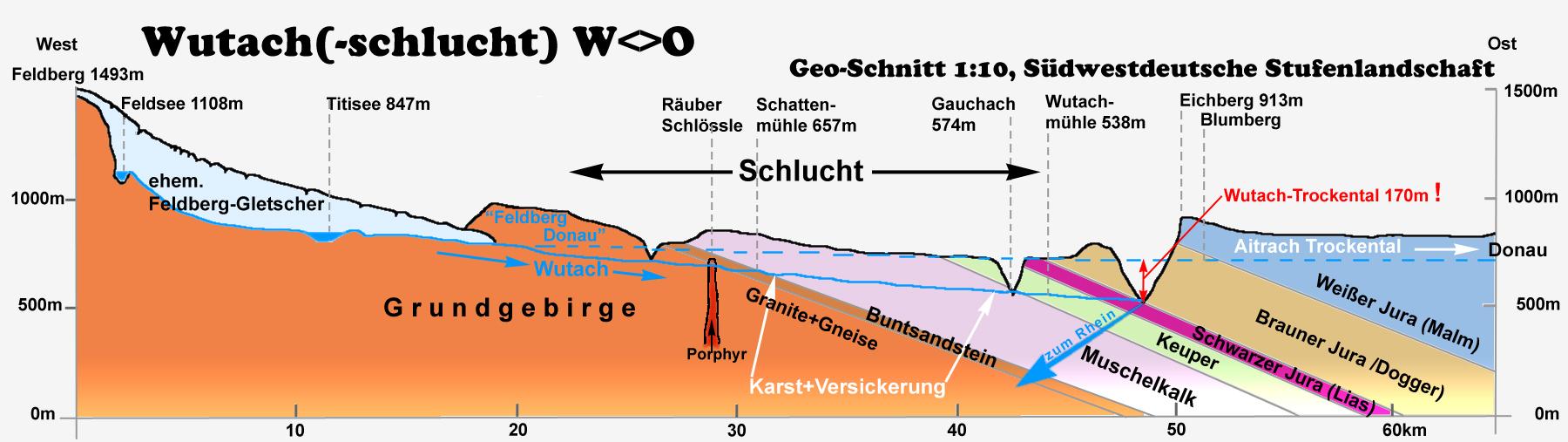
Rheinische Anzapfung der Feldbergdonau (Wutach-Aitrach-Donau)

Ein Paradebeispiel eines relativ jungen Strunkpasses entstand durch die Anzapfung der so genannten Feldbergdonau bei Blumberg im späten Pleistozän (vor nur rund 20.000 Jahren). Der flussabwärtige Teil des ehemaligen Feldbergdonautals ist heute ein breites, flaches Trockental zwischen Blumberg und der rezenten Donau östlich von Geisingen. In diesem Tal gibt es noch ein Feuchtgebiet und ein kümmerliches Rinnsal namens Aitrach. Die Feldbergdonau wurde von der rheinischen, außergewöhnlich schnell rückschreitend erodierenden Wutach geköpft. Die Wutach in einer Entfernung von 1–2 km hat ihr Flussbett um inzwischen 165 m gegenüber dem weiten Talboden der Aitrach eingetieft.